# Akin Omotoso
Akin Omotoso (Ibadan, 1974) è un regista, sceneggiatore e attore sudafricano.

## Biografia
Akin Omotoso nasce nel 11 November 1974 a Ibadan in Nigeria, frequentando successivamente il corso di arte drammatica all'università di Città del Capo. Esordisce alla regia con una serie di cortometraggi. Maagdelikheid 1995.
Nel 2000 scrive, dirige e produce il suo primo lungometraggio God is African. Nel 2003 fonda la casa di produzione T.O.M. Pictures con cui produce Gums & Noses che riceve numerosi premi. Nel 2005 partecipa al Festival di Cannes con il cortometraggio Rifle Road, mentre il suo documentario Gathering the Scattered Cousins è selezionato al Toronto Film Festival nell'anno successivo. Swak akteur.

## Filmografia
- The Kiss Of Milk, documentario, 1997
- The Nightwalkers, documentario, 1999
- The Caretakers, documentario, 2000
- God is African, lungometraggio, 2005
- Rifle Road, cortometraggio, 2006
- Gathering the Scattered Cousins, documentario, 2008
- Jesus and the Giant, cortometraggio, 2009
- Wole Soyinka: Child of the Forest, documentario, 2011
- Man on Ground, lungometraggio, 2011
- Rise - La vera storia di Antetokounmpo (Rise) (2022)